# Harry Hamer
Harry Hamer (Kampen, 4 maart 1956) is een Nederlands organist, pianist en koordirigent.

## Biografie

### Jeugd en studie
Hamer had op zeer jonge leeftijd liefde voor het orgel. Al op vijfjarige leeftijd kreeg hij harmoniumlessen van Jan Bosch en Lammert Neijmeijer. Zijn eerste orgellessen kreeg hij van Henk Sleurink aan de gemeentelijke  muziekschool in zijn geboorteplaats Kampen. Zijn orgelstudie volgde hij aan het conservatorium in Zwolle. Zijn docenten waren Jaap Dragt (orgel), Cees van Dalen (piano) en Jos Leussink (koordirectie). In 1972 slaagde hij voor zijn diploma  kerkelijk orgelspel van de Gereformeerde Organistenvereniging en zijn solistendiploma C.
Zijn examens werden afgelegd op het imposante Schnitgerorgel in de Grote of Sint-Michaëlskerk in Zwolle.

### Loopbaan
Hamer werd in 1972 op 16-jarige leeftijd aangesteld als organist van de gereformeerde Nieuwe Kerk in Kampen. Hij was vanaf 1976 werkzaam als coördinator muziek, docent orgel en koordirectie aan het "Quintus" centrum voor kunsteducatie te Kampen. Daarnaast leidde hij als dirigent het Hervormd Kerkkoor Kampen. Als organist is hij actief in de kerken als De Oase in Drachten, Ontmoetingskerk in Amersfoort, Het Octaaf in Hoorn en de Hervormde kerk in Zuidwolde
Hamer was regelmatig te zien als dirigent en organist in het televisieprogramma Nederland Zingt. Daarnaast dirigeerde hij het Chr. Gereformeerd kerkkoor "Zingend Getuigen"  in Kampen, het christelijk regionaal koor "Voices" en het kinderkoor "De Lenteklokjes". Ook brengt hij adviezen van orgelrestauraties en concerteert in Europese landen als Duitsland, België, Frankrijk, Tsjechië, Polen, Oostenrijk, Hongarije, Roemenië en Canada en de Verenigde Staten. Van hem verschenen vijf lp’s en twintig cd’s muziekwerken van Johann Sebastian Bach en Georg Friedrich Händel. In 2012 werd hij benoemd tot ridder in de Orde van Oranje-Nassau. Hij ging in oktober 2021 met pensioen.

## Discografie
- Jesus, meine Zuversicht (1989)
- Fantasie voor orgel, "Psalm 72" (1992)
- Ik kniel aan uw kribbe neer (1994)
- Daar juicht een toon, daar klinkt een stem (1994)
- Hornpippe (1994)
- Abba Vader (1994)
- Psalm 42, O mijn ziel, wat buigt g'u neder (1994)
- U bidt ik aan, o macht der liefde (1994)
- Uren, dagen, maanden, jaren (1994)
- Leer mij leiden recht betrachten (1994)
- Loof zij de heer, de almachtige koning (1994)
- Vaste rots van mijn behoud (1994)
- U bid ik aan, o macht der liefde (1994)
- Jezus leeft in eeuwigheid (1995)
- Dat vreed' en aangename rust, "Psalm 122" (2004)
- Beveel gerust uw wegen (2004)
- Prijs mijn ziel de Hemelkoning (2004)
- Wie maar de goede God laat zorgen (2004)
- Trio voor orgel, "Psalm 86" (2010)